# Анян Халла
«Анян Халла» (кор. 안양 한라, яп. 安養ハルラ) — хоккейный клуб из города Анян. Основан в 1994 году. Выступает в Азиатской хоккейной лиге. Домашние матчи проводит на арене Спортивный комплекс Анян.

## Достижения
- Корейская хоккейная лига:
  - Победители (5) : 1998 , 2000 , 2002 , 2003 , 2004
- Корейские хоккейные игры:
  - Победители (7) : 1996 , 1999 , 2000 , 2003 , 2005 , 2009 , 2010 , 2010
- Азиатская хоккейная лига:
  - Победители (5) : 2010 , 2011 , 2016 , 2017 , 2018
- Лучшая команда города:
  - Победители (2) : 2006 , 2010